# Prima Lega 2024-2025 (Libia)
La Prima Lega 2024-2025 è stata la cinquantesima edizione della massima divisione del campionato di calcio della Libia. Il campionato è iniziato l'11 dicembre 2024 ed è terminato il 12 agosto 2025. L'Al-Nasr Bengasi era la squadra campione in carica, avendo vinto il suo terzo titolo nazionale nell'edizione 2023-2024.
La competizione è stata vinta dall'Al-Ahly Tripoli, al suo quattordicesimo titolo nazionale.

## Stagione

### Novità
A causa dell'allargamento del campionato a 35 squadre, non si sono verificate retrocessioni rispetto alla stagione precedente. Dalla Seconda Divisione sono stati promossi Al-Watan, Al-Majd, Al-Borouq e Khaleej Sirte.

### Formula
Le 35 squadre partecipanti sono divise su base geografica in quattro gironi, tre da nove e uno da otto squadre, che giocano con partite di andata e ritorno, per un totale di 14 o 16 giornate. Al termine della stagione regolare, le prime tre classificate di ogni girone si qualificano per il secondo turno, divise in due gironi con partite di andata e ritorno, per un totale di 10 giornate; le tre prime classificate si qualificano per il gruppo scudetto, un girone di sola andata per un totale di 11 ulteriori giornate. La vincente del gruppo scudetto è campione di Libia e ottiene la qualificazione per la CAF Champions League 2025-2026. Le ultime classificate dei quattro gironi sono invece retrocesse in Seconda Divisione.

## Stagione regolare

### Girone A
|  | Pos. | Squadra         | Pt | G  | V | N | P | GF | GS | DR  |
|  | ---- | --------------- | -- | -- | - | - | - | -- | -- | --- |
|  | 1.   | Al-Nasr Bengasi | 32 | 16 | 9 | 5 | 2 | 20 | 9  | +11 |
|  | 2.   | Al-Akhdar       | 31 | 16 | 9 | 4 | 3 | 25 | 11 | +14 |
|  | 3.   | Al-Tahaddy      | 25 | 16 | 6 | 7 | 3 | 20 | 14 | +6  |
|  | 4.   | Al-Anwar        | 19 | 16 | 5 | 4 | 7 | 18 | 26 | -8  |
|  | 5.   | Al-Soukour      | 19 | 16 | 5 | 4 | 7 | 16 | 20 | -4  |
|  | 6.   | Al-Borouq       | 18 | 16 | 3 | 9 | 4 | 14 | 15 | -1  |
|  | 7.   | Khaleej Sirte   | 17 | 16 | 4 | 5 | 7 | 15 | 21 | -6  |
|  | 8.   | Al-Ansar        | 16 | 16 | 5 | 2 | 9 | 17 | 24 | -7  |
|  | 9.   | Al-Wefaq        | 14 | 16 | 4 | 4 | 8 | 9  | 14 | -5  |

Legenda
      Ammesse al secondo turno
      Retrocessa in Seconda Divisione 2025-2026.
Note:
Tre punti a vittoria, uno a pareggio, zero a sconfitta.

### Girone B
|  | Pos. | Squadra          | Pt | G  | V  | N | P  | GF | GS | DR  |
|  | ---- | ---------------- | -- | -- | -- | - | -- | -- | -- | --- |
|  | 1.   | Al-Hilal Bengasi | 34 | 14 | 11 | 1 | 2  | 30 | 12 | +18 |
|  | 2.   | Al-Ahly Bengasi  | 34 | 14 | 11 | 1 | 2  | 31 | 6  | +25 |
|  | 3.   | Al-Sadaqa        | 24 | 14 | 7  | 3 | 4  | 16 | 13 | +3  |
|  | 4.   | Al-Taawoun       | 22 | 14 | 6  | 4 | 4  | 19 | 14 | +5  |
|  | 5.   | Al-Andalus       | 18 | 14 | 5  | 3 | 6  | 17 | 18 | -1  |
|  | 6.   | Al-Morooj        | 12 | 14 | 3  | 3 | 8  | 14 | 25 | -11 |
|  | 7.   | Al-Branes        | 8  | 14 | 2  | 2 | 10 | 11 | 28 | -17 |
|  | 8.   | Al-Madina        | 6  | 14 | 1  | 1 | 10 | 8  | 30 | -22 |

Legenda
      Ammesse al secondo turno
      Retrocessa in Seconda Divisione 2025-2026.
Note:
Tre punti a vittoria, uno a pareggio, zero a sconfitta.

### Girone C
|  | Pos. | Squadra            | Pt | G  | V  | N | P  | GF | GS | DR  |
|  | ---- | ------------------ | -- | -- | -- | - | -- | -- | -- | --- |
|  | 1.   | Al-Shawehly        | 40 | 16 | 12 | 4 | 0  | 36 | 12 | +24 |
|  | 2.   | Olympic Az-Zawiyah | 37 | 16 | 11 | 4 | 1  | 28 | 13 | +15 |
|  | 3.   | Al-Ittihad Garian  | 28 | 16 | 8  | 4 | 4  | 24 | 10 | +14 |
|  | 4.   | Al-Magd            | 21 | 16 | 6  | 3 | 7  | 25 | 29 | -4  |
|  | 5.   | Shabab Al-Ghar     | 20 | 16 | 4  | 8 | 4  | 18 | 18 | 0   |
|  | 6.   | Abu Salim          | 20 | 16 | 6  | 2 | 8  | 20 | 24 | -4  |
|  | 7.   | Al-Bashaer         | 17 | 16 | 4  | 5 | 7  | 19 | 21 | -2  |
|  | 8.   | Al-Tersana         | 15 | 16 | 3  | 6 | 7  | 22 | 22 | 0   |
|  | 9.   | Al-Nahda           | -3 | 16 | 0  | 0 | 16 | 5  | 48 | -43 |

Legenda
      Ammesse al secondo turno
      Retrocessa in Seconda Divisione 2025-2026.
Note:
Tre punti a vittoria, uno a pareggio, zero a sconfitta.

### Girone D
|  | Pos. | Squadra             | Pt | G  | V  | N | P  | GF | GS | DR  |
|  | ---- | ------------------- | -- | -- | -- | - | -- | -- | -- | --- |
|  | 1.   | Al-Ahly Tripoli     | 42 | 16 | 13 | 3 | 0  | 38 | 4  | +34 |
|  | 2.   | Al-Madina           | 34 | 16 | 10 | 4 | 2  | 27 | 14 | +13 |
|  | 3.   | Al-Ittihad Misurata | 23 | 16 | 6  | 5 | 5  | 14 | 14 | 0   |
|  | 4.   | Al-Watan            | 20 | 16 | 5  | 5 | 6  | 19 | 22 | -3  |
|  | 5.   | Al-Malaab Al-Libby  | 18 | 16 | 3  | 9 | 4  | 13 | 15 | -2  |
|  | 6.   | Al-Khums            | 16 | 16 | 5  | 1 | 10 | 11 | 20 | -9  |
|  | 7.   | Abelashhar          | 15 | 16 | 3  | 6 | 7  | 10 | 18 | -8  |
|  | 8.   | Al-Dhahra           | 15 | 16 | 3  | 6 | 7  | 11 | 22 | -11 |
|  | 9.   | Asaria              | 12 | 16 | 3  | 3 | 10 | 13 | 27 | -14 |

Legenda
      Ammesse al secondo turno
      Retrocessa in Seconda Divisione 2025-2026.
Note:
Tre punti a vittoria, uno a pareggio, zero a sconfitta.

## Secondo turno

### Girone est
| Pos | Squadra          | G  | V | N | P | GF | GS | DG  | Pt | Promozione, qualificazione o retrocessione |
| --- | ---------------- | -- | - | - | - | -- | -- | --- | -- | ------------------------------------------ |
| 1   | Al-Ahly Bengasi  | 10 | 6 | 4 | 0 | 23 | 8  | +15 | 22 | Qualification for the final                |
| 2   | Al-Hilal Bengasi | 10 | 5 | 4 | 1 | 20 | 13 | +7  | 19 | Qualification for the CAF play-offs        |
| 3   | Al-Akhdar        | 10 | 4 | 5 | 1 | 12 | 8  | +4  | 17 |                                            |
| 4   | Al-Nasr Bengasi  | 10 | 3 | 5 | 2 | 10 | 13 | −3  | 14 |                                            |
| 5   | Al-Sadaqa        | 10 | 2 | 3 | 5 | 8  | 15 | −7  | 9  |                                            |
| 6   | Al-Tahaddy       | 10 | 0 | 1 | 9 | 7  | 23 | −16 | 1  |                                            |

### Girone ovest
| Pos | Squadra             | G  | V | N | P | GF | GS | DG  | Pt | Promozione, qualificazione o retrocessione |
| --- | ------------------- | -- | - | - | - | -- | -- | --- | -- | ------------------------------------------ |
| 1   | Al-Shawehly         | 10 | 4 | 5 | 1 | 19 | 11 | +8  | 17 | Qualification for the final                |
| 2   | Al-Ahly Tripoli     | 9  | 4 | 4 | 1 | 19 | 9  | +10 | 16 | Qualification for the CAF play-offs        |
| 3   | Al-Ittihad Tripoli  | 9  | 5 | 1 | 3 | 9  | 11 | −2  | 16 |                                            |
| 4   | Al-Ittihad Misurata | 9  | 2 | 4 | 3 | 9  | 13 | −4  | 10 |                                            |
| 5   | Al-Madina           | 9  | 3 | 1 | 5 | 12 | 17 | −5  | 10 |                                            |
| 6   | Olympic Az-Zawiyha  | 10 | 1 | 3 | 6 | 10 | 17 | −7  | 6  |                                            |

## Gruppo scudetto
A causa della guerra civile in Libia, la fase finale della competizione è stata organizzata in Italia, come già avvenuto nella precedente stagione 2023-2024, grazie agli accordi stipulati il 7 maggio 2024 durante la visita di Stato della presidente del consiglio italiana Giorgia Meloni e del ministro dello sport Andrea Abodi col primo ministro libico Abdul Hamid Mohammed Dabaiba.
Le partite si sono disputate nei mesi di luglio e agosto negli stadi della Lombardia, fra cui Milano, Como e Bergamo.

### Classifica finale
|                  | Pos. | Squadra             | Pt | G | V | N | P | GF | GS | DR  |
| ---------------- | ---- | ------------------- | -- | - | - | - | - | -- | -- | --- |
| Libia (bandiera) | 1.   | Al-Ahly Tripoli     | 13 | 5 | 4 | 1 | 0 | 11 | 1  | +10 |
|                  | 2.   | Al-Hilal Bengasi    | 8  | 5 | 2 | 2 | 1 | 7  | 7  | 0   |
|                  | 3.   | Al-Akhdar           | 8  | 5 | 2 | 2 | 1 | 6  | 7  | -1  |
|                  | 4.   | Al-Ittihad Misurata | 6  | 5 | 2 | 0 | 3 | 8  | 9  | -1  |
|                  | 5.   | Al-Ahly Bengasi     | 6  | 5 | 2 | 0 | 3 | 6  | 7  | -1  |
|                  | 6.   | Al-Shawehly         | 1  | 5 | 0 | 1 | 4 | 5  | 12 | -7  |

Legenda:

      Campione di Libia e ammessa alla CAF Champions League 2025-2026

Note:
Tre punti a vittoria, uno a pareggio, zero a sconfitta.